# 巴特利和斯彭 (英國國會選區)
巴特利和斯彭（英語：Batley and Spen），英國國會一郡選區，包括英格蘭約克郡-亨伯西約克郡中部、柯克利斯東北部。
創設於1983年，至1997年支持保守黨，此後一直支持工黨。2010年大選中工黨的現任議員邁克·伍德以41.5%選票成功連任。2016年6月16日，當區議員喬·考克斯死亡後，議席出缺。